# Slag bij Breitenfeld (1631)
De Slag bij Breitenfeld bij Leipzig was de eerste belangrijke protestantse overwinning in de Dertigjarige Oorlog. In deze slag wist Gustaaf II Adolf van Zweden zijn naam te vestigen als grote militaire leider en verwierf de bijnaam 'Leeuw van het Noorden'. Sommigen hebben hem zelfs als Vader van de Moderne Oorlogsvoering omschreven, vanwege zijn unieke stijl van manoeuvreren en zijn vroege gebruik van wat tegenwoordig de tactiek van 'gecombineerde wapens' wordt genoemd. Helemaal onomstreden is dit niet, want de innovaties die door Gustaaf Adolf werden toegepast, zijn op zichzelf genomen weer afgeleid van anderen. Wel is waar dat hij ze als eerste samen toepaste en een leger wist te vormen dat als geen ander in staat was een snelle bewegingsoorlog te voeren en een voor zijn tijd extreem hoge, gerichte vuursnelheid kon bereiken. Dit gold zowel voor de musketiers als voor de artillerie. Dit werd gecombineerd met een ongekend oog voor nieuwe situaties op het slagveld, die hij kon uitbuiten met zijn zware en lichte cavalerie, in nauwe samenwerking met zijn goed getrainde infanterie. De Slag bij Breitenfeld zou door deze factoren worden beslist. Napoleon Bonaparte en de bekende Pruisische militair theoreticus en generaal Carl von Clausewitz waren beiden grote bewonderaars van de Gustaaf Adolf, als generaal en als leider.

## Aanloop
In de nadagen van augustus 1631 was de keizerlijke aanvoerder en kampioen van de Katholieke Liga, Johan Tserclaes, graaf van Tilly Saksen binnengevallen, in de hoop de keurvorst van Saksen ervan af te houden een alliantie aan de gaan met de koning Gustaaf II Adolf van Zweden. Deze reageerde door zijn leger samen te voegen met dat van de keurvorst, in de hoop de strijd aan te kunnen gaan met Tilly en hem te dwingen Saksen te verlaten. Tilly stelde zijn troepen ten noorden van Leipzig bij Breitenfeld op en bereidde zich voor op de confrontatie met Gustaaf II Adolf.

## Tactieken
De gebruikte tactieken waren het belangrijkste verschil tussen de twee legers.
Het Keizerlijke en Katholieke leger was verdeeld in regimenten van infanterie en cavalerie. De infanterie stond opgesteld in blokken van ongeveer 1500 man elk, met een frontlinie van 150 manschappen breed en een diepte van 10 rijen. Het centrum bestond uit piekeniers die op beide flanken door musketiers werden gesteund. Het keizerlijke leger omvatte veertien van dit soort formaties, waarvan er twaalf waren opgesteld in groepen van drie. Het middelste van die drie blokken stond iets verder naar voren dan de andere twee. De laatste twee regimenten stonden op de rechter- en linkervleugel.
De cavalerie stond aan beide flanken opgesteld, met Pappenheim als commandant van de linkerflank en Fürstenborg op rechts. De linkerflank stond in de buurt van Breitenfeld, de rechterflank bij Seehausen. Tilly had geen reserves, behalve wat cavalerie die achter de infanterie stond opgesteld.
Gustaaf Adolf stelde zijn troepen echter in twee rijen op. Elke rij was vijf man diep voor piekeniers en zes man diep voor musketiers. Door deze lineaire tactiek was Gustaaf Adolf in staat om een front op te stellen dat net zo breed was als dat van Tilly, terwijl hij toch nog troepen in reserve kon houden. Bovendien stelde hij zijn artillerie en een gedeelte van de cavalerie op in dezelfde linie op als zijn infanterie.
De keurvorst van Saksen stelde zijn troepen in de gebruikelijke formatie op aan de linkerflank van de Zweden en beide commandanten stelden het grootste gedeelte van hun cavalerie op aan de flanken. Doordat de Saksen en de Zweden hun legers apart opstelden, stond er dus zowel in het midden als op beide flanken cavalerie.

## De slag
De slag begon rond het middaguur met een artillerieduel dat twee uur aanhield. De Zweden demonstreerden de kwaliteit van hun artillerie door drie tot vijf salvo's af te vuren voor elk salvo van de Katholieken. Dit ongelijke duel kwam tot een einde met een charge van de keizerlijke zware cavalerie onder Graaf Pappenheim aan de linkerflank van Tilly. De kurassiers vielen tot zeven maal aan, maar werden iedere keer teruggeslagen door de Zweden. De Zweden hadden musketiers vermengd met hun cavalerie, en wisten daarmee de pistoolschutters van de keizerlijke lichte cavalerie te verslaan. Daarnaast wist de Zweedse reservecavalerie de Zweedse linies te verbreden en een sabelcharge uit te voeren op de keizerlijke cavalerie. Na het mislukken van de zevende charge, trokken Pappenheim en zijn cavalerie zich in wanorde terug van het slagveld. De Zwarte Kurassiers, zoals de zware cavalerie van Pappenheim genoemd werd, trokken zich terug naar Halle, in eerste instantie achtervolgd door wat Zweedse cavalerie. Dezen werden echter door Gustaaf Adolf teruggeroepen, terwijl het Zweedse geschut de troepen van de Katholieke Liga bleef bombarderen.
Tilly's infanterie was al die tijd stil blijven staan, maar op dat moment viel de cavalerie op de rechterflank de Saksische cavalerie aan en wist deze in de richting van Eilenburg te verdrijven. Tilly zag een kans en stuurde het merendeel van zijn infanterie in schuine richting op de Saksen af. Het gehele Saksische contingent ontvluchtte daarop het slagveld.
Daarmee had Tilly dus veertig procent van de vijandelijke troepen verslagen en was hij in een positie om een vernietigende flankaanval uit te voeren op de overgebleven Protestantse troepen. Terwijl Tilly zijn infanterie de opdracht gaf de Zweedse linies op te rollen, wist Gustaaf Adolf echter zijn tweede linie een kwart slag te draaien en daarmee haaks op het front op te stellen, waardoor zijn flank was gedekt. Een vergelijkbare manoeuvre zou later bij de Slag bij Gettysburg uitgevoerd worden, op Little Round Top. Hiermee was Tilly's kans verkeken om een flankaanval op de Protestanten uit te voeren.
Vervolgens wist de Zweedse cavalerie (de Finse Hakkapeliitta) de rest van de keizerlijke cavalerie te verdrijven. De Protestantse infanterie wist vervolgens de overhand te krijgen en dreef, ondersteund door de uitstekende Zweedse kanonnen en het buitgemaakte keizerlijke geschut, de keizerlijke infanterie van het veld.

## Nasleep
De slag bij Breitenfeld bewees de effectiviteit van de lineaire tactieken van Gustaaf Adolf. Hij wist zijn tegenstander verliezen toe te brengen van meer dan zestig procent, terwijl hij zijn eigen verliezen wist goed te maken met gerekruteerde gevangenen. Na de slag had het leger van de Katholieke Liga onder Tilly, ook wel het keizerlijke leger genoemd, nog maar 6000 man over. Gustaaf Adolf daarentegen had na de slag een groter leger dan ervoor. Verder had de slag het politieke effect dat een aantal Protestantse staten werden overtuigd zich bij hem aan te sluiten. Het katholieke Frankrijk, de aartsrivaal van de Habsburgers, steunde later het militair sterke maar economisch zwakke Zweden - van 1630 tot 1632 werden de kosten van het Zweedse leger verminderd met 80 procent, maar nam de kracht toe met 350 procent.

Slag bij Breitenfeld